# Jobertus
Jobertus is een geslacht van wantsen uit de familie van de Miridae (Blindwantsen). Het geslacht werd voor het eerst wetenschappelijk beschreven door William Lucas Distant in 1893.

## Soorten
Het genus bevat de volgende soorten:

- Jobertus chryselectrus Distant, 1893
- Jobertus chrysolectrus Distant, 1893
- Jobertus esavianus Carvalho, 1944
- Jobertus gabrieli Carvalho, 1987
- Jobertus gracilentus Carvalho & Becker, 1959
- Jobertus nigricephalus Maldonado, 1980
- Jobertus nigrithorax Maldonado, 1980
- Jobertus sanguiniceps (Stal, 1860)
- Jobertus trimaculatus Capriles